# Friedmar Lüke
Friedmar Lüke (* 19. Mai 1932 in Bremen; † 1. Februar 2012 in Kirchheim unter Teck) war ein Journalist und Hörfunkdirektor des Süddeutschen Rundfunks.

## Leben
Lüke studierte Philosophie und wurde an der Albert-Ludwigs-Universität Freiburg 1962 bei Arnold Bergstraesser mit einer Arbeit über Henrik Steffens promoviert.
Schon seit seinem Volontariat beim Südwestfunk 1959 war Lüke zudem als Redakteur, Reporter und Kommentator tätig. Er blieb dem Haus verbunden und stieg dort bis zum stellvertretenden Leiter der Zeitfunk-Abteilung auf. Ab 1969 leitete er das Hörfunk-Programm SWF 1 in Baden-Baden.
Ab 1970 war Lüke für den Süddeutschen Rundfunk in Stuttgart tätig, zunächst als „Chef Aktuell Hörfunk“, seit 1974 als Sendeleiter. Dort begründete er unter anderem das Politikmagazin „Südfunk aktuell“. Außerdem konzipierte Lüke die neue Popwelle Südfunk 3, die später zu SDR 3 umbenannt wurde. 
Seit 1987 war Friedmar Lüke Programmdirektor Hörfunk beim SDR und übernahm zudem bis zu seiner Pensionierung zehn Jahre später die Leitung der Schwetzinger Festspiele.

## Schriften (Auswahl)
- Gemeinsam mit Peter Kehm: 70 Jahre Rundfunk für Baden und Württemberg: 1924 bis 1994; Bilder einer Ausstellung.  Aufsatzsammlung. Süddeutscher Rundfunk. Stuttgart. 1994. ISBN 3-922308-18-X